# Elsdon Castle
Elsdon Castle er en borg i landsbyen Elsdon, der ligger omkring 16 km sydvest for Rothbury, i Northumberland, England, også kendt som Mote Hills.
Borgen er den bedst bevarede motte and bailey-fæstning fra middelalderen i Northumberland. Den blev opført af Robert de Umfraville i 1076, kort efter den normanniske erobring af England på en naturlig bakketop. Det består af en omkring 15 høj og 40 m lang borgbanke (motte) mod syd og en bailey i halvmåneform mod nord.
Elsdon Castle blev sandsynligvi forladt efter den nærliggende Harbottle Castle blev opført omkring år 1160. I midten af 1200-tallet var den i hvert fald forladt, og den nævnes ikke blandt Gilbert de Umfraville ejendomme ved hans død i 1245.
Ifølge en legende boede der en dansk kæmpe i bakken, der terroriserede lokalområdet. Dette kan være en reference til daneren Siward, jarl af Northumberland under Edvard Bekenderen.
I 1700-tallet viste udgravninger på stedet en romersk sten, der kan komme fra et for ved High Rochester, og som senere er blevet genrugt til bygningen.
Det nærliggende Elsdon Tower, der er et pele tower fra slutningen af 1300-tallet eller begyndelsen af 1400-tallet, kan også være blevet opført af de Umfravilles-familien. Det blev brugt som Elsdon præstegård indtil 1961, hvor det blev ombygget til privat bolig.

Stedet er åbent for offentligheden. Det er et Scheduled Ancient Monument.